# Kevin
Kevin är ett mansnamn av engelskt ursprung. Kevin kommer i sin tur från iriskans Caoimhín. Det betyder "vacker födelse" (coem = vacker, gein = födelse). Namnet var populärt i Sverige under 1990-talet och det tidiga 2000-talet, men har därefter minskat i popularitet. Den 31 december 2012 fanns totalt 12 266 personer med namnet Kevin, varav 10 466 med det som tilltalsnamn/förstanamn. En variant är Keven.
Namnsdag i Sverige: 7 september. I den finlandssvenska namnsdagslängden har Kevin namnsdag 7 november sedan 2005.

## Statistik
Enligt SCB fördelade sig personer folkbokförda i Sverige 31 december 2022 med namnet Kevin enligt följande :
- 12 757 män har Kevin som tilltalsnamn
Totalt 15 024 män har Kevin som förnamn
- 19 kvinnor har Kevin som tilltalsnamn
Totalt 30 kvinnor har Kevin som förnamn
- 29 personer har Kevin som efternamn
Medelåldern för tilltalsnamnet Kevin är 23,5 år bland kvinnor och 20,2 år bland män

## Berömda personer med namnet Kevin
- Kevin Bacon, amerikansk skådespelare
- Kevin Borg, vinnare av svenska Idol 2008
- Kevin Conroy, amerikansk skådespelare och röstskådespelare
- Kevin Costner, amerikansk skådespelare och regissör
- Kevin de Bruyne, belgisk fotbollsspelare
- Kevin Hart, amerikansk skådespelare
- Kevin James, amerikansk skådespelare
- Kevin Jonas, amerikansk skådespelare och musiker (i bandet Jonas Brothers)
- Kevin Keegan, engelsk fotbollsspelare och tränare
- Kevin Kiley, amerikansk politiker
- Kevin Kline, amerikansk skådespelare
- Kevin Lee, amerikansk MMA-utövare
- Kevin Pollak, amerikansk skådespelare
- Kevin Rudd, australisk premiärminister
- Kevin Smith, amerikansk skådespelare och regissör
- Kevin Spacey, amerikansk skådespelare
- Kevin Walker, vinnare av svenska Idol 2013